# گوکچک (اوجیلر)
گوکچک (به ترکی استانبولی: Gökçek) یک منطقهٔ مسکونی در ترکیه است که در اوجیلر واقع شده‌است.